# Tetragonochora rufa
Tetragonochora rufa är en stekelart som först beskrevs av Cameron 1911.  Tetragonochora rufa ingår i släktet Tetragonochora och familjen brokparasitsteklar. Inga underarter finns listade i Catalogue of Life.